# Dysderocrates silvestris
Dysderocrates silvestris är en spindelart som beskrevs av Christa L. Deeleman-Reinhold 1988. Dysderocrates silvestris ingår i släktet Dysderocrates och familjen ringögonspindlar. Inga underarter finns listade i Catalogue of Life.